# Киевский завод «Радар»
Киевский завод «Радар» (укр. "Київський завод «Радар») — предприятие военно-промышленного комплекса Украины, завод специализировался на производстве и ремонте радиолокационных систем, а также производит продукцию гражданского назначения.

## История

### Советское время
По одним сведениям (скорее всего ошибочным) завод был создан в январе 1930 года, по другим — 8 февраля 1930 года Президиум Киевского Облисполкома принял решение об организации в Киеве экспериментальной мастерской для изобретателей. 29 сентября 1930 года Президиум Киевского Горсовета вынес постановление о размещении экспериментальной мастерской улице Свердлова № 8-10. Изначально завод выпускал автоматы для засыпки гвоздей в машины для прибивания каблуков, динамические пирометры, электроутюги, медицинские аппараты, охладители к кинопроекционному аппарату, регуляторы давления газа и автоклавы для Академии наук УССР. 
В 1931 году решением Киевского Горсовета экспериментальная мастерская была преобразована в Киевский экспериментальный завод № 8 им. Алксниса. 
15 мая 1932 года Президиум Киевского Горсовета перенес завод на территорию котельного завода чешского концессионера Пауля по ул. Предславинская, 35, где завод размещается и поныне. 
В ноябре 1940 года текстильный экспериментальный завод № 8 перешел в систему авиационной промышленности и стал заводом № 454, завод стал одним из первых заводов авиационного приборостроения на территории УССР.  
По проекту архитектора И. Каракиса в том же 1940 году строится механосборочный цех экспериментального завода; к июню 1941 года в новом цехе завод начал серийный выпуск ряда узлов спецоборудования для авиационной промышленности. 
В июне 1941 года завод был эвакуирован в город Куйбышев на станцию Безымянка. Историю завода в Самаре продолжает ЗАО «Завод аэродромного оборудования».
В советское время завод специализировался на производстве радиолокационных комплексов для самолётов и вертолётов (именно здесь был начат выпуск первых в СССР самолётных радиолокаторов ПБСН).
С 1966 года завод имел открытое название «Коммунист». Для населения завод производил бытовой катушечный магнитофон Юпитер, известный на весь бывший СССР.
В 1991 году завод «Коммунист» получил новое наименование — «Киевский завод „Радар“».

### Независимая Украина
12 июля 2001 года правительство Украины приняло закон о государственной поддержке предприятий авиастроительной отрасли Украины, в перечень предприятий был включён завод «Радар».
В июле 2003 года завод был акционирован.
Летом 2007 года на авиасалоне МАКС-2007 завод представил метеонавигационную радиолокационную станцию «Буран-А» (разработанную в соавторстве с НИИ «Буран»).
По состоянию на 2008 год, заводом были освоены производство и ремонт следующей продукции:
- инерциально-полуактивная ГСН 9Б-1101К для ракет класса «воздух-воздух» Р-27Р1[1]
- бортовая навигационно-посадочная аппаратура «Курс-93М» (для самолётов Ан-140 и Ан-148, вертолётов Ми-8)[1]
- метеонавигационная радиолокационная станция МНРЛС-85[1]
- бортовая радиолокационная станция «Гроза»[1]
- прицельно-навигационный комплекс ПНС-24М (для Су-24 различных модификаций)[1]
- бортовой комплекс разведки БКР М-100 для самолётов-разведчиков Су-24МР[1]
- поисково-прицельный комплекс «Осьминог» (для вертолётов Ка-27 и Ка-28)[1]
- система госопознавания 6231Р для самолётов Су-27 и МиГ-29[1]
- станции предупреждения об облучении СЗМ (СПО-10) и Л006ЛМ (СПО-15) для самолётов МиГ-21, МиГ-23, МиГ-29 и Су-27[1]
- бортовая метеонавигационная РЛС «Буран-А» для самолётов Ан-140, Ан-148, Бе-200, Ан-74ТК-300, Ил-114[1]

Кроме того, на заводе разрабатывалась и выпускалась продукция гражданского назначения: 
бытовые газовые отопительные котлы и автоматика безопасности к ним; 
промышленные магистральные регуляторы РДГ-50 и РДГ-80; 
бытовые электроплиты с электрокерамической рабочей поверхностью; 
комплектующие изделия для автомобилей (датчики уровня жидкостей и давления, подрулевые переключатели и др.); 
медицинские электродрели и пилы; 
пластины для малоинвазивного остеосинтеза; 
слуховые речевые тренажёры «Полифонатор».
В 2009 году завод увеличил активы на 1,19 % при сохранении размера уставного капитала.
9 июня 2010 года Кабинет министров Украины принял постановление № 405, в соответствии с которым завод вошёл в перечень предприятий авиапромышленности Украины, получающих государственную поддержку.
После создания в декабре 2010 года государственного концерна «Укроборонпром», завод вошёл в состав концерна.
В декабре 2012 года министерство обороны Украины приняло решение о разработке программы модернизации Су-24МР вооружённых сил Украины, в которой участвовали 24 украинских предприятия (в том числе, Киевский завод «Радар»). В апреле 2013 года было объявлено, что предложенную программу модернизации Су-24МР освоил Николаевский авиаремонтный завод.
В феврале 2014 года Кабинет министров Украины и правительство Белоруссии заключили договор на поставку комплектующих производства киевского завода «Радар» для ремонта самолётов Су-24 ВВС Белоруссии, после чего завод получил право на осуществление экспорта и импорта продукции военного назначения.
25 февраля 2014 завод «Радар» был привлечён к участию в работе над системой вооружения корвета проекта 58250, строящегося для военно-морских сил Украины.
Весной 2014 года правительство Украины прекратило военно-техническое сотрудничество с Россией (в результате, объём чистой прибыли предприятия за 2014 года уменьшился на 74,12 % по сравнению с показателями 2013 года).
В конце августа 2014 года правительство Украины вынесло на рассмотрение вопрос о возможности приватизации спецпроизводства  завода «Радар». В дальнейшем, в декабре 2014 года Кабинет министров Украины предложил исключить завод из перечня объектов, запрещённых к приватизации.
В июне 2020 «Укроборонпром» разрешил продажу площадей киевского завода «Радар», расположенного в центральном районе украинской столицы. Вместе с планами застройки покупатель получит военный архив и остатки производства все еще уникальной техники.